# マーチング・オールレディ
| 専門評論家によるレビュー | 専門評論家によるレビュー |
| レビュー・スコア         | レビュー・スコア         |
| 出典                     | 評価                     |
| ------------------------ | ------------------------ |
| Allmusic                 | link                     |

『マーチング・オールレディ』 (Marchin' Already) は、オーシャン・カラー・シーンによる3枚目のアルバム。
このアルバムは、成功した『モーズリー・ショールズ』の後に続き、似たようなスタイルとなっている。曲は、数年前から作られていたバンドの曲の中から選ばれている。
シングル「ハンドレッド・マイル・ハイ・シティ」は、映画『ロック、ストック&トゥー・スモーキング・バレルズ』にて使用された。「トラヴェラーズ・チューン」や「イッツ・ア・ビューティフル・シング」では、ノーザンソウルやP.P.アーノルドからの影響も垣間みられる。「トラヴェラーズ・チューン」の控えめなオリジナル・ヴァージョンは、「ザ・デイ・ウィ・コート・ザ・トレイン」のB面に収録されている。
アルバムは、オアシスの『ビィ・ヒア・ナウ』を全英アルバムチャート1位の座から落とした。オアシスのノエル・ギャラガーは、オーシャン・カラー・シーンのヒットを記念し、「イギリスで2番目にいいバンドになる」と書いたブローチを送って祝った。
2007年、イギリスのインディーバンド、ジ・エネミーは、シングル「イッツ・ノット・オーケー」のB面で、ピアノとヴォーカルにより「ゲット・ブロウン・アウェイ」をカバーしている。
2014年2月4日、アルバムは2ディスクのデラックスヴァージョンとして再リリースされ、ディスク2はシングルのB面曲から構成されている。また、3ディスク/1DVDのスーパーデラックスヴァージョンもリリースされ、デモやラジオセッションを収録したディスク2が加わっている。DVDには、1998年2月22日にマンチェスター・アポロで行われたマーチング・オールレディ・ツアーやスターリング城のライヴが収められている。

## 収録曲
1. ハンドレッド・マイル・ハイ・シティ - "Hundred Mile High City" – 3:58
2. ベター・デイ - "Better Day" – 3:45
3. トラヴェラーズ・チューン - "Travellers Tune" – 3:41
4. ビッグ・スター - "Big Star" – 3:12
5. デブリス・ロード - "Debris Road" – 3:09
6. ビサイズ・ユアセルフ - "Besides Yourself" – 3:14
7. ゲット・ブロウン・アウェイ - "Get Blown Away"  – 4:43
8. テリ・ヒーズ・ノット・トーキング - "Tele He's Not Talking" - 3:01
9. フォクシーズ・フォーク・フェイスト - "Foxy's Folk Faced" - 2:10
10. オール・アップ - "All Up" - 2:49
11. スパーク・アンド・シンディ - "Spark and Cindy" - 4:00
12. ハーフ・ア・ドリーム・アウェイ - "Half a Dream Away" - 4:22
13. イッツ・ア・ビューティフル・シング - "It's a Beautiful Thing" – 6:31

| 先代 ビィ・ヒア・ナウ by オアシス | 全英アルバムチャート1位アルバム 1997年9月27日 – 1997年10月3日 | 次代 ビィ・ヒア・ナウ by オアシス |